# Stephan James
Stephan James (Toronto, 16 dicembre 1993) è un attore canadese.
Noto per il ruolo da protagonista nel film Race - Il colore della vittoria, ha recitato inoltre nei film  Selma e Se la strada potesse parlare, entrambi candidati agli Oscar. Ha ottenuto il plauso della critica recitando nelle serie Homecoming e #FreeRayshawne, ricevendo candidature ai Golden Globe e Primetime Emmy Awards.

## Biografia e carriera
Nato a Toronto, Ontario, da genitori di origine giamaicana, è il fratello minore dell'attore Shamier Anderson.
Dopo aver conseguito il diploma al Jarvis Collegiate Institute nel 2011, inizia a interpretare alcuni ruoli come attore non protagonista nelle serie televisive Degrassi: The Next Generation, How to Be Indie e Clue. Recita inoltre nei film televisivi La mia babysitter è un vampiro, al fianco di Vanessa Morgan e Matthew Knight, e in 12 volte Natale. Nel 2012 entra a far parte del cast di The L.A. Complex ed ottiene il primo ingaggio per un film sul grande schermo in Home Again, ruolo che viene riconosciuto con la prima candidatura dell'attore ai Canadian Screen Awards come miglior attore non protagonista.
Tra il 2013 e il 2014 prende parte a numerosi progetti cinematografici, tra cui Sorelle assassine, Lost After Dark e Il tempo di vincere, diretto da Thomas Carter. Nello stesso periodo esce nelle sale Selma - La strada per la libertà, che vede James recitare al fianco di Oprah Winfrey, David Oyelowo, Tessa Thompson e Tom Wilkinson. Il film, nominato ai Premi Oscar e Golden Globe, fa ottenere all'attore nomine ai Critics' Choice Awards e Black Reel Awards.
Nel 2015 recita nei film Across the Line e Unveiled e nella serie televisiva The Book of Negroes. L'anno successivo James viene scelto nel ruolo di protagonista in Race - Il colore della vittoria, ruolo che gli vale il Canadian Screen Awards come miglior attore e una nomina ai NAACP Image Award. Nel 2017 è tra gli attori protagonisti della miniserie televisiva Shots Fired della Fox.
Nel 2018 torna a recitare sul grande schermo in Se la strada potesse parlare, film diretto da Barry Jenkins e candidato ai Premi Oscar, ottenendo il plauso della critica e numerose nomine, tra cui come miglior attore ai NAACP Image Award. Dallo stesso anno entra a far parte del cast della serie Homecoming per Amazon Video, diretto e prodotto da Julia Roberts, recitando al fianco di Janelle Monáe. Grazie alla sua performance ottiene una nomina ai Golden Globe come miglior attore in una serie drammatica.  Tra il 2019 e il 2020 è presente nel cast City of Crime, diretto da Brian Kirk, e recita nella miniserie #FreeRayshawne, ruolo che gli fa ottenere una nomina ai Primetime Emmy Awards come miglior attore in una serie drammatica.

## Filmografia

### Cinema
- Home Again, regia di Sudz Sutherland (2012)
- Sorelle assassine (Perfect Sisters), regia di Stanley M. Brooks (2014)
- Lost After Dark, regia di Ian Kessner (2014)
- Il tempo di vincere (When the Game Stands Tall), regia di Thomas Carter (2014)
- Selma - La strada per la libertà (Selma), regia di Ava DuVernay (2014)
- Across the Line, regia di R. Ellis Frazier (2015)
- Race - Il colore della vittoria (Race), regia di Stephen Hopkins (2016)
- Se la strada potesse parlare (If Beale Street Could Talk), regia di Barry Jenkins (2018)
- City of Crime (21 Bridges), regia di Brian Kirk (2019)
- La notte arriva sempre (Night Always Comes), regia di Benjamin Caron (2025)

### Televisione
- La mia babysitter è un vampiro – film TV (2010)
- Degrassi: The Next Generation  – serie TV, 8 episodi (2010 - 2012)
- How to Be Indie – serie TV, 3 episodi (2010 - 2011)
- My Babysitter's a Vampire  – serie TV, 1 episodio (2011)
- Clue – serie TV, 5 episodi (2011)
- 12 volte Natale (12 Dates of Christmas), regia di James Hayman – film TV (2011)
- The L.A. Complex – serie TV, 5 episodi (2012)
- The Listener – serie TV, 1 episodio (2012)
- Cracked – serie TV (2013)
- La grande sfida di Gabby (The Gabby Douglas Story) – film TV (2014)
- Apple Mortgage Cake  – film TV (2014)
- Unveiled  – film TV (2015)
- Shots Fired – miniserie TV, 10 episodi (2017)
- Homecoming – serie TV, 16 episodi (dal 2018)
- #FreeRayshawne – serie TV, 12 episodi (2020)

## Riconoscimenti
- Black Reel Awards
  - 2015 – Candidatura per il miglior attore esordiente per Selma[13]
  - 2017 – Candidatura per il miglior attore in un film TV/miniserie per Shots Fired[23]
  - 2019 – Candidatura per il miglior attore per Se la strada potesse parlare[24]
- Canadian Screen Awards
  - 2013 – Candidatura per il miglior attore non protagonista per Home Again[9]
  - 2017 – Miglior attore per Race – Il colore della vittoria[16]
  - Critics' Choice Awards
  - 2015 – Candidatura per il miglior cast per Selma[12]
- Golden Globe
  - 2019 – Candidatura per il miglior performance in una serie drammatica per Homecoming[21]
- NAACP Image Award
  - 2017 – Candidatura per il miglior attore per Race – Il colore della vittoria[17]
  - 2019 – Candidatura per il miglior attore per Se la strada potesse parlare[25]
  - 2019 – Candidatura per il miglior attore in una serie drammatica per #FreeRayshawne[24]
- Primetime Emmy Awards
  - 2020 – Candidatura per il miglior attore in una serie drammatica per #FreeRayshawn[22]

## Doppiatori italiani
Nelle versioni in italiano delle opere in cui ha recitato, Stephan James è stato doppiato da:
- Flavio Aquilone in Race - Il colore della vittoria, Se la strada potesse parlare, City of Crime
- Alessio Nissolino in Homecoming
- Pasquale Severino ne La notte arriva sempre